# 桜木こなみ
塩江 ゆう（しおのえ ゆう、1997年9月23日 - ）は、日本のグラビアアイドル。香川県出身。

## 来歴
2021年8月に「ゆうきゆぅ」に改名。同年11月には「塩江ゆう」に改名。
2022年時点では生保レディとの兼任グラドルとして活動している。

## 人物
- 趣味は料理を作ること（調理師免許所持）、マフラーを編むこと。

- 特技は水着や洋服を直したり作り変えること、チューバのマウスピースでアンパンマンのマーチを吹けること[2]。

## 作品

### イメージビデオ
桜木こなみ 名義
- 美少女伝説 桃恋（2020年7月31日、スパイスビジュアル）
- 刺激的な後輩（2020年10月30日、スパイスビジュアル）
- 元カレ（2021年2月26日、スパイスビジュアル）
- ふたりの甘い蜜（2021年4月30日、スパイスビジュアル） 共演：星川沙羅

塩江ゆう名義
- YOU YOU YOU（2022年8月26日、竹書房）
- Utopia（2023年3月24日、エスデジタル）